# Zlatko Čordaš
Zlatko Čordaš (deutsch Slatko Tschordasch, serbisch Златко  Чордаш, * 26. September 1948 in Kragujevac, Jugoslawien) ist ein ehemaliger jugoslawischer Tischtennisspieler und -trainer. Bei Mannschaftsweltmeisterschaften gewann er dreimal Bronze, zweimal wurde er im Doppel Vizemeister bei den Jugend-Europameisterschaften. Später war er Teambetreuer des Deutschen Tischtennis-Bundes DTTB.

## Spieler
Čordaš wuchs in Zagreb, SR Kroatien, auf. Als Jugendlicher trat er dem Verein Postar Zagreb bei, später wechselte er zu Vjesnik Zagreb.
Mit 14 Jahren wurde er in die Jugendnationalmannschaft Jugoslawiens berufen. Bei den Jugendeuropameisterschaften 1965 in Prag wurde er im Doppel Zweiter (mit Darko Klevisar). Ein Jahr später wiederholte er in Szombathely diesen Erfolg zusammen mit Antun Stipančić.
Parallel spielte er auch im Nationalteam der Herren. Von 1965 bis 1973 wurde er für alle fünf Weltmeisterschaften nominiert. 1969 und 1971 wurde er mit der jugoslawischen Mannschaft Dritter. Bei der Europameisterschaft 1970 gewann die jugoslawische Mannschaft Silber. Insgesamt 151-mal wurde Čordaš zu Länderspielen eingeladen.
Von 1979 bis 1982 spielte Zlatko Čordaš für den TTC Heusenstamm in der deutschen Bundesliga. Danach wurde er für den ASV JOOLA Landau in der Regionalliga aktiv, mit dem er den Aufstieg in die 2. Bundesliga erreichte. 1990 bestritt er hier seine letzten Spiele.

## Trainer
Nach Ende seiner internationalen Laufbahn als Aktiver arbeitete Čordaš als Trainer. Bei der WM 1975 und der WM 1977 betreute er die Nationalmannschaft von Kanada, 1979 war er Co-Trainer von Jugoslawien. Ab 1982 wirkte er als Co-Trainer beim ATSV Saarbrücken.
Von 1986 bis 1997 arbeitete er als Teamcoach beim Deutschen Tischtennis-Bund DTTB. Insbesondere Rosskopf / Fetzner betreute er bei deren Gewinn der Weltmeisterschaft 1989.
1997 wurde er "Competition Manager for Europe" in Diensten der ITTF und ETTU. Seit 2003 ist Čordaš Technischer Berater für das Nationale Olympische Komitee (NOK) von Katar.

## Privat
Čordaš studierte zwei Jahre lang an der Universität Sarajevo Sport. Er ist verheiratet mit der jugoslawischen Tischtennisnationalspielerin Irena Čordaš und hat zwei Söhne, Sascha und Sinischa. Von 1982 bis 1997 war er Promotion Director bei der Tischtennisfirma JOOLA. Im November 1994 erhielt er die deutsche Staatsbürgerschaft.

## Turnierergebnisse
| Verband | Veranstaltung                         | Jahr | Ort         | Land | Einzel     | Doppel        | Mixed        | Team |
| ------- | ------------------------------------- | ---- | ----------- | ---- | ---------- | ------------- | ------------ | ---- |
| YUG     | Balkan Meisterschaft                  | 1972 | Ankara      | TUR  | Halbfinale | Gold          |              | 1    |
| YUG     | Balkan Meisterschaft                  | 1971 | Brasov      | ROU  | Gold       |               |              | 1    |
| YUG     | Balkan Meisterschaft                  | 1970 | Sofia       | BUL  | Gold       | Gold          |              | 1    |
| YUG     | Balkan Meisterschaft                  | 1968 | Skopje      | YUG  | Silber     |               |              | 1    |
| YUG     | Balkan Meisterschaft                  | 1966 | Brasov      | ROU  |            |               |              | 1    |
| YUG     | Europameisterschaft                   | 1970 | Moskau      | URS  | letzte 16  | Viertelfinale |              | 2    |
| YUG     | Jugend-Europameisterschaft (Junioren) | 1966 | Szombathely | HUN  |            | Silber        |              |      |
| YUG     | Jugend-Europameisterschaft (Junioren) | 1965 | Prag        | TCH  |            | Silber        |              |      |
| YUG     | EURO-TOP12                            | 1971 | Zadar       | YUG  | 12         |               |              |      |
| YUG     | Weltmeisterschaft                     | 1973 | Sarajevo    | YUG  | letzte 32  | letzte 16     | letzte 32    | 6    |
| YUG     | Weltmeisterschaft                     | 1971 | Nagoya      | JPN  | letzte 32  | keine Teiln.  | keine Teiln. | 3    |
| YUG     | Weltmeisterschaft                     | 1969 | München     | FRG  | letzte 32  | Qual          | Qual         | 3    |
| YUG     | Weltmeisterschaft                     | 1967 | Stockholm   | SWE  | Rd 1       | letzte 32     | keine Teiln. | 7    |
| YUG     | Weltmeisterschaft                     | 1965 | Ljubljana   | YUG  | Qual       | letzte 32     | letzte 64    |      |